# 丹尼尔·巴赫曼·安诺生
丹尼尔·巴赫曼·安诺生（丹麥語：Daniel Bachmann Andersen，1990年6月1日—），丹麦男子马术运动员，2022年世界马术锦标赛团体盛装舞步赛金牌得主、2024年夏季奥林匹克运动会团体盛装舞步赛银牌得主。